# 沃爾沃思縣 (南達科他州)
沃爾沃思县（英語：Walworth County）是位於美國南達科他州北部的一個縣，西界密蘇里河。面積1,928平方公里。根據美國2000年人口普查估計，共有人口5,974人。縣治塞爾比 (Selby)。
成立於1873年1月8日，縣政府成立於1883年3月28日。縣名來自威斯康辛州沃爾沃思縣。